# 郭承嘏
郭承嘏（8世纪—837年），字复卿，华州郑县（今陕西省渭南市华州区）人，唐朝大臣。郭子仪的曾孙，郭晞的孙子，父亲郭钧。
郭承嘏年轻时经通《五经》，唐宪宗元和四年（809年），张弘靖知其才，擢为进士。担任渭南县尉，入朝为监察御史、起居舍人。为母亲守丧，以孝闻名。历任侍御史、职方员外郎、兵部员外郎。大和六年（832年），担任谏议大夫，反对用郑注为太仆卿。大和九年（835年），为给事中。开成元年，出任华州刺史，尚书省、门下省的官员不同意。给事中卢载封还诏书，于是再为给事中。他上言宰相不宜分领度支、户部，文宗采纳。升任他为刑部侍郎。开成二年（837年）二月去世，追赠吏部尚书。

## 延伸阅读
[在维基数据编辑]
 《舊唐書/卷165》，出自刘昫《舊唐書》